# 200 Cigarettes
200 Cigarettes es una película cómica-dramática de 1998 protagonizada por Ben Affleck, Casey Affleck, Dave Chappelle, Guillermo Díaz, Angela Featherstone, Janeane Garofalo, Gaby Hoffman, Kate Hudson, Courtney Love, Jay Mohr, Martha Plimpton, Christina Ricci y Paul Rudd. La película también presenta pinturas por Sally Davies.

## Reparto
| Actor               | Personaje               |
| ------------------- | ----------------------- |
| Ben Affleck         | Camarero                |
| Casey Affleck       | Tom                     |
| Caleb Carr          | Cynical Cliente del bar |
| Dave Chappelle      | Disco Cabbie            |
| Elvis Costello      | Él mismo                |
| Guillermo Díaz      | Dave                    |
| Angela Featherstone | Caitlyn                 |
| Janeane Garofalo    | Ellie                   |
| Gaby Hoffmann       | Stephie                 |
| Kate Hudson         | Cindy                   |
| Catherine Kellner   | Hillary                 |
| Courtney Love       | Lucy                    |
| Brian McCardie      | Eric                    |
| Jay Mohr            | Jack                    |
| Nicole Ari Parker   | Bridget                 |
| Martha Plimpton     | Monica                  |
| Christina Ricci     | Val                     |
| Paul Rudd           | Kevin                   |

## Trama
La película sigue varias tramas que ocurren en la víspera de Año Nuevo de 1981. Monica (Plimpton) hace una fiesta de Año Nuevo y está desperadamente asustada que nadie irá. La única persona que llega es su amiga Hillary (Kellner). Mientras trata de convencer a Hillary que se quede, nos enteramos de varios otros individuos que están por ir.
La película sigue a varios personajes mientras pasan la Nochevieja en Nueva York antes de aparecer en la fiesta de Monica. Los personajes son: Val (Ricci) y Stephie (Hoffmann), adolescentes de Ronkonkoma que se pierden en la ciudad y se dirigen a un club donde conocen a Dave (Díaz) y Tom (Casey Affleck), que tienen un "paquete" que entregar; la torpe Cindy (Hudson) que está en una cena con el paranoico Jack (Mohr); Lucy (Love) y su mejor amigo Kevin (Rudd) que están luchando con una tensión sexual entre ellos; la exnovia feminista de Kevin, Ellie (Garofalo), que aparece en un puesto de baño sorprendiendo a Lucy y Kevin teniendo sexo; un camarero de pocas luces y coqueto (Ben Affleck); los amigos competitivos Bridget (Parker) y Caitlyn (Featherstone) que intentan dejar el novio de Bridget, Eric (McCardie) (que también es el exnovio de Monica); y el excéntrico taxista (Chappelle), que los lleva por toda la ciudad durante toda la noche en su taxi.
Finalmente, todos los personajes encuentran su camino a la fiesta, aunque mientras tanto Monica se ha desmayado después de ahogar sus penas en alcohol. Despierta a la mañana siguiente para encontrar varias personas no conocidas en su piso, incluyendo a Stephie que le dice lo exitosa que fue su fiesta. Monica está encantada (aunque se haya perdido todo) especialmente cuando descubre que Elvis Costello ha aparecido. El montaje final muestra a Polaroids de la fiesta, narrado por el taxista, mostrando los romances poco problables de la fiesta y a Monica inconsciente siendo apuntalada por sus invitados de la fiesta.

## Lanzamiento
La película recibió críticas generalmente negativas y recaudó $6.8 millones en los Estados Unidos antes de un lanzamiento de vídeo.